# Louis-Michel van Loo
Louis-Michel van Loo (2. března 1707, Toulon – 20. března 1771, Paříž) byl francouzský malíř.

## Biografie
Studoval u svého otce, malíře jménem Jean-Baptiste van Loo, v Turíně a Římě a v roce 1725 získal cenu na Académie Royale de Peinture et de Sculpture v Paříži. Se svým strýcem, malířem Charlesem-André van Loo, žil v letech 1727 až 1732 do Říma a v roce 1736 se stal dvorním malířem Filipa V. Španělského v Madridu, kde byl v roce 1752 zakládajícím členem Královské akademie výtvarných umění v San Fernandu.
V roce 1753 se vrátil do Paříže a namaloval mnoho portrétů Ludvíka XV. Francouzského. V roce 1765 vystřídal Charlese-Andrého ve funkci ředitele speciální školy francouzské akademie známé jako École Royale des Élèves Protégés. V roce 1766 vytvořil portrét portugalského státníka Sebastião de Melo, markýze z Pombalu.
Mezi jeho bratry patřili malíři François van Loo (1708–1732) a Charles-Amédée-Philippe van Loo (1719–1795).

## Vybrané práce

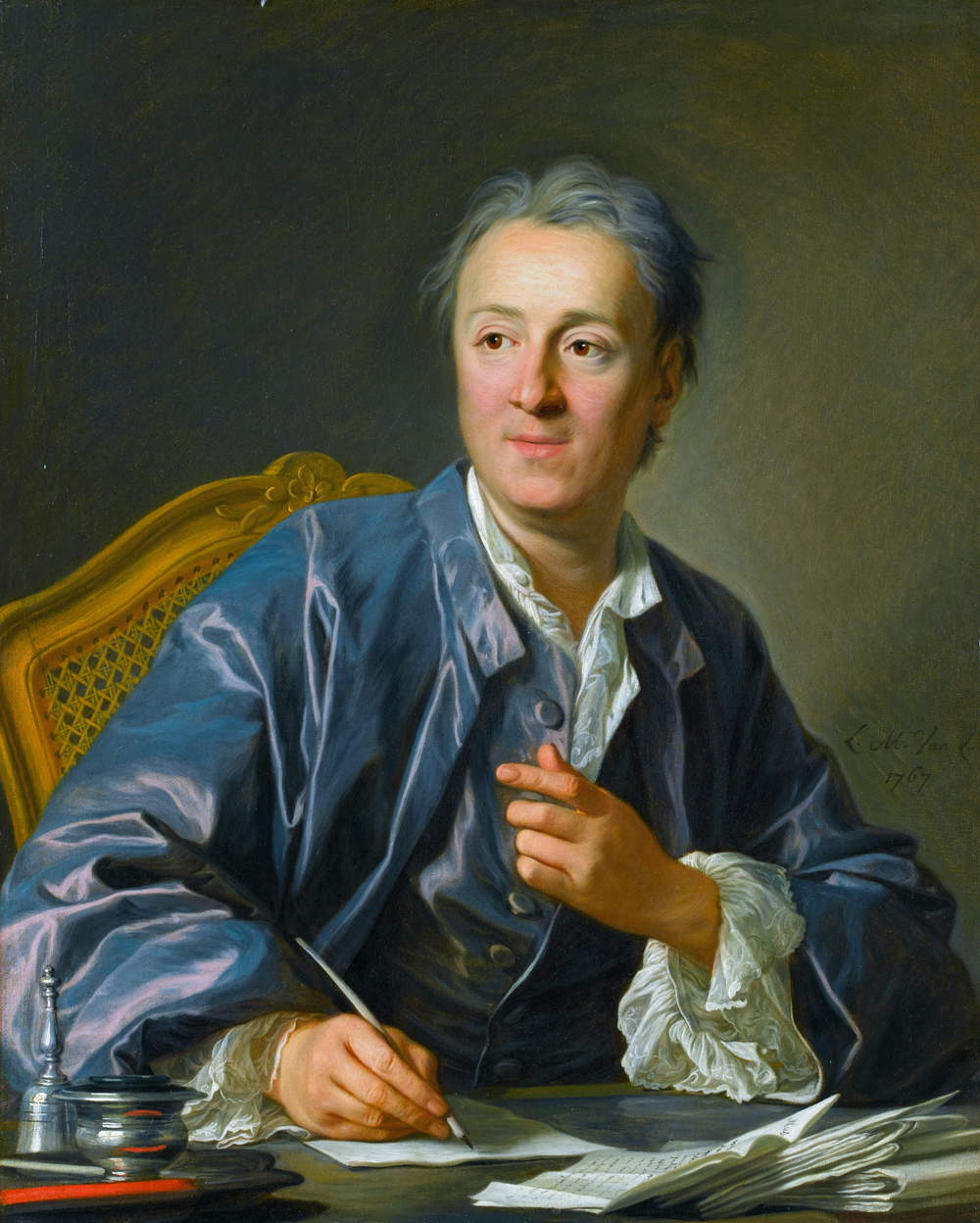
Portrét Denise Diderota, 1767, Louvre, Paříž
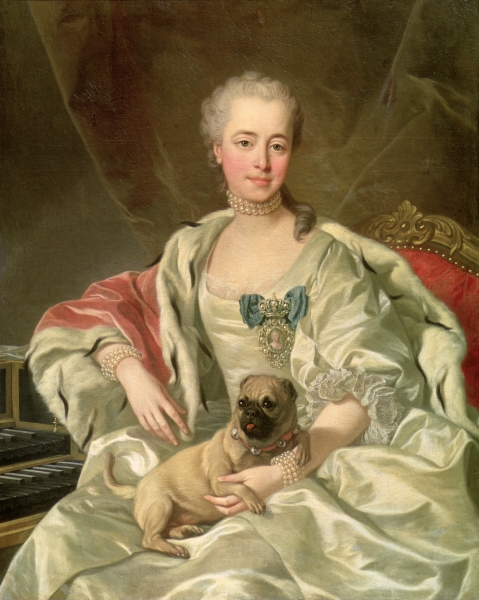
Princezna Jekatěrina Dmitrijevna Golicyna, 1759, Puškinovo muzeum, Moskva
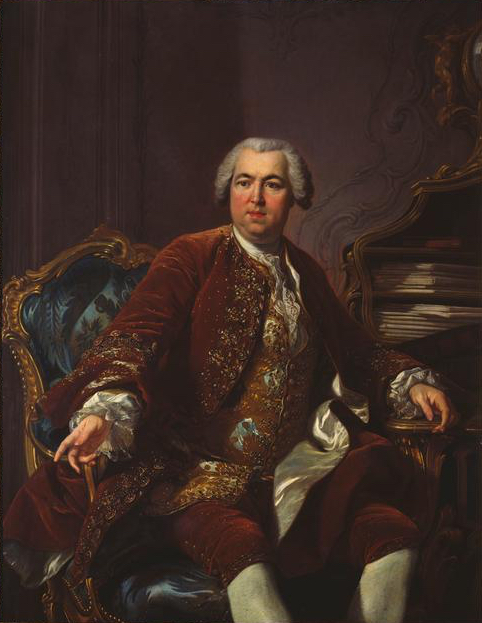
Nicolas Beaujon, opatství Chaalis
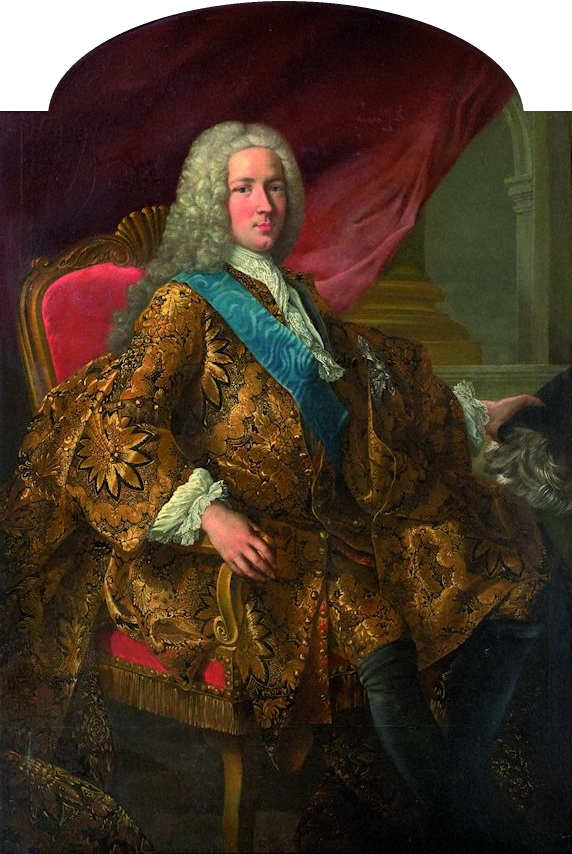
Jean-Frédéric Phélypeaux de Maurepas s šerpou Řádu Ducha svatého, cca 1732–1735, soukromá sbírka
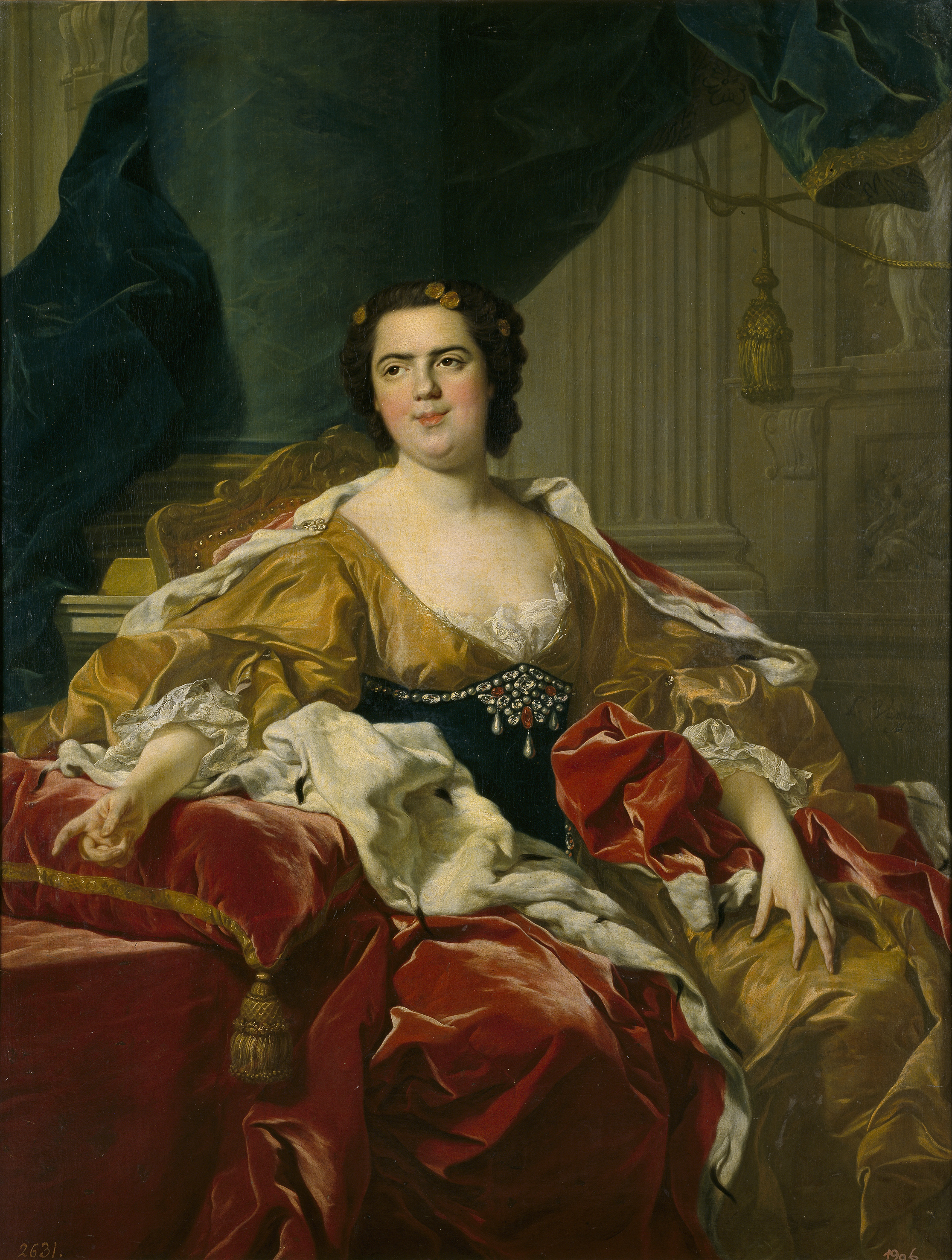
Luisa Alžběta Francouzská, manželka infanta Filipa, 1745, Museo del Prado, Madrid
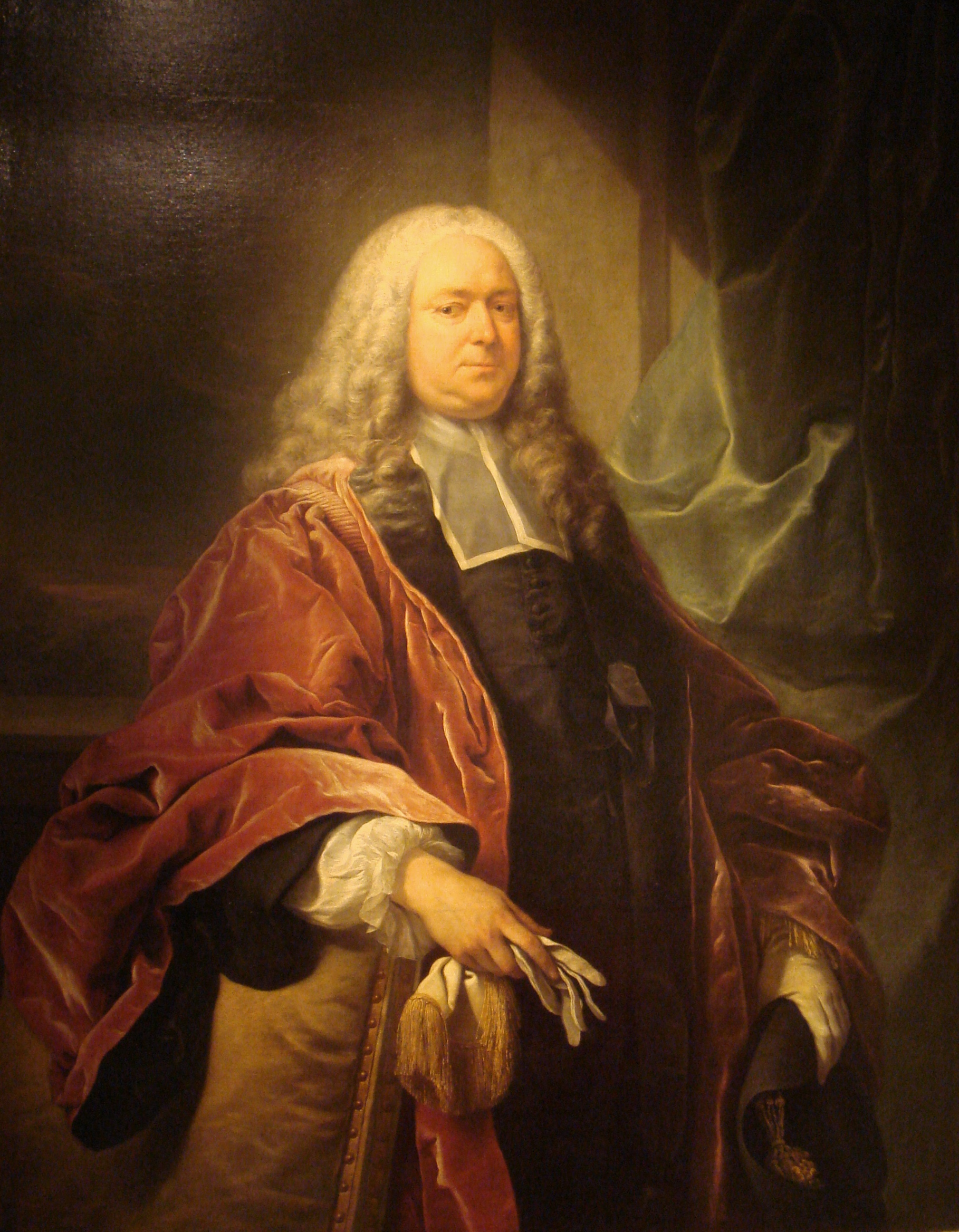
Michel-Étienne Turgot, 1739, Musée des arts décoratifs, Paříž
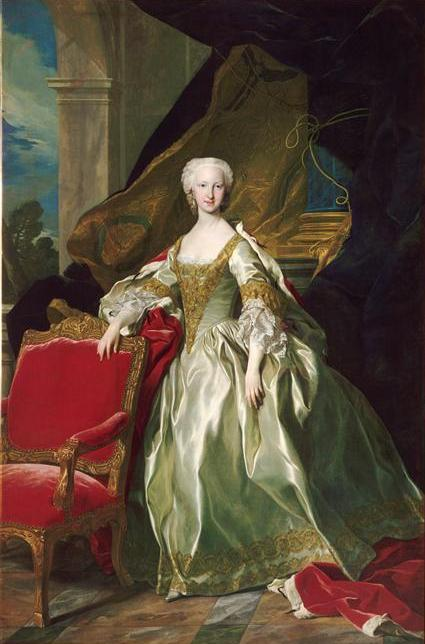
Infantka Marie Tereza Španělská, budoucí francouzská dauphinka, cca 1745, zámek ve Versailles
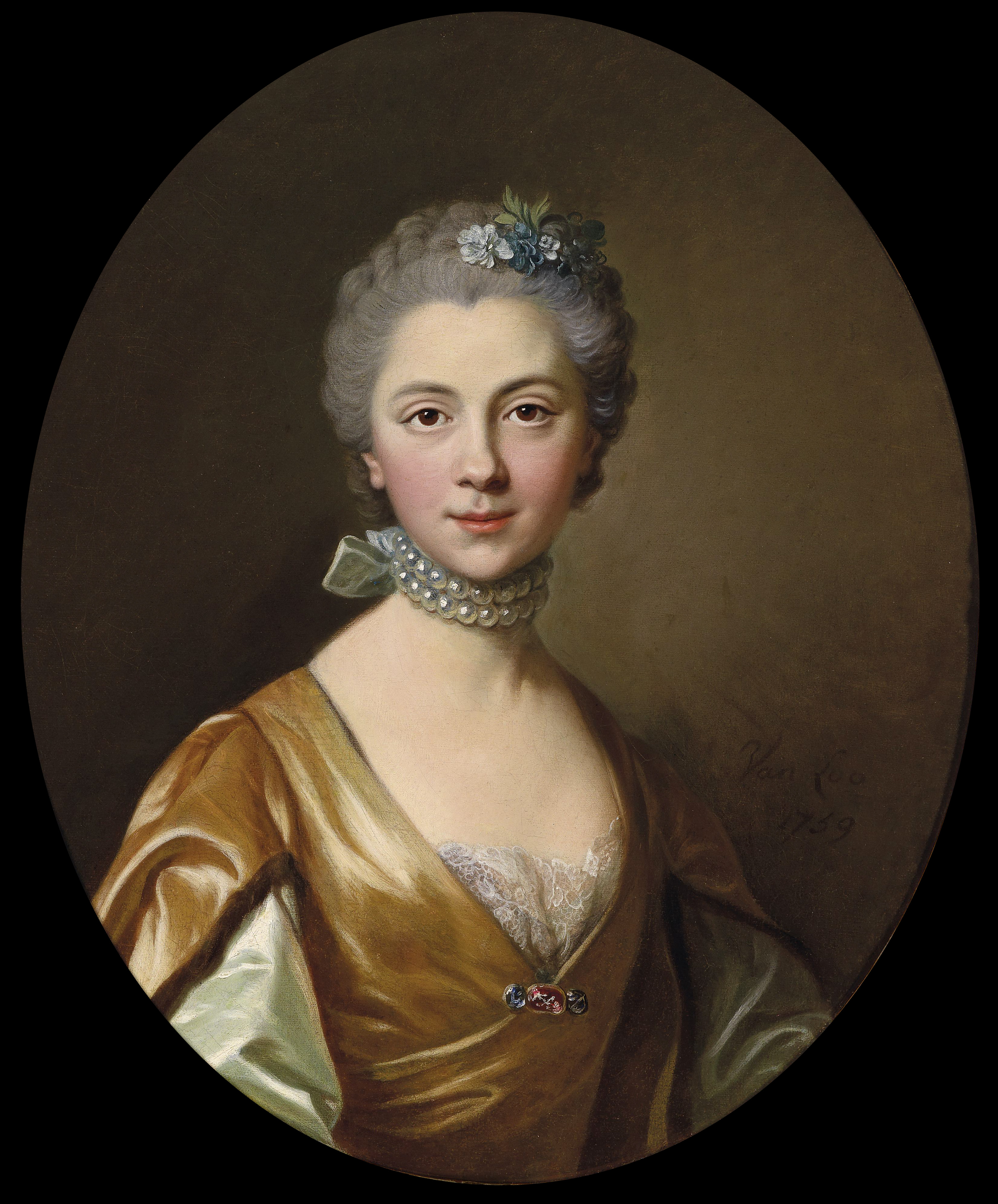
Portrét mladé ženy, 1759, soukromá sbírka
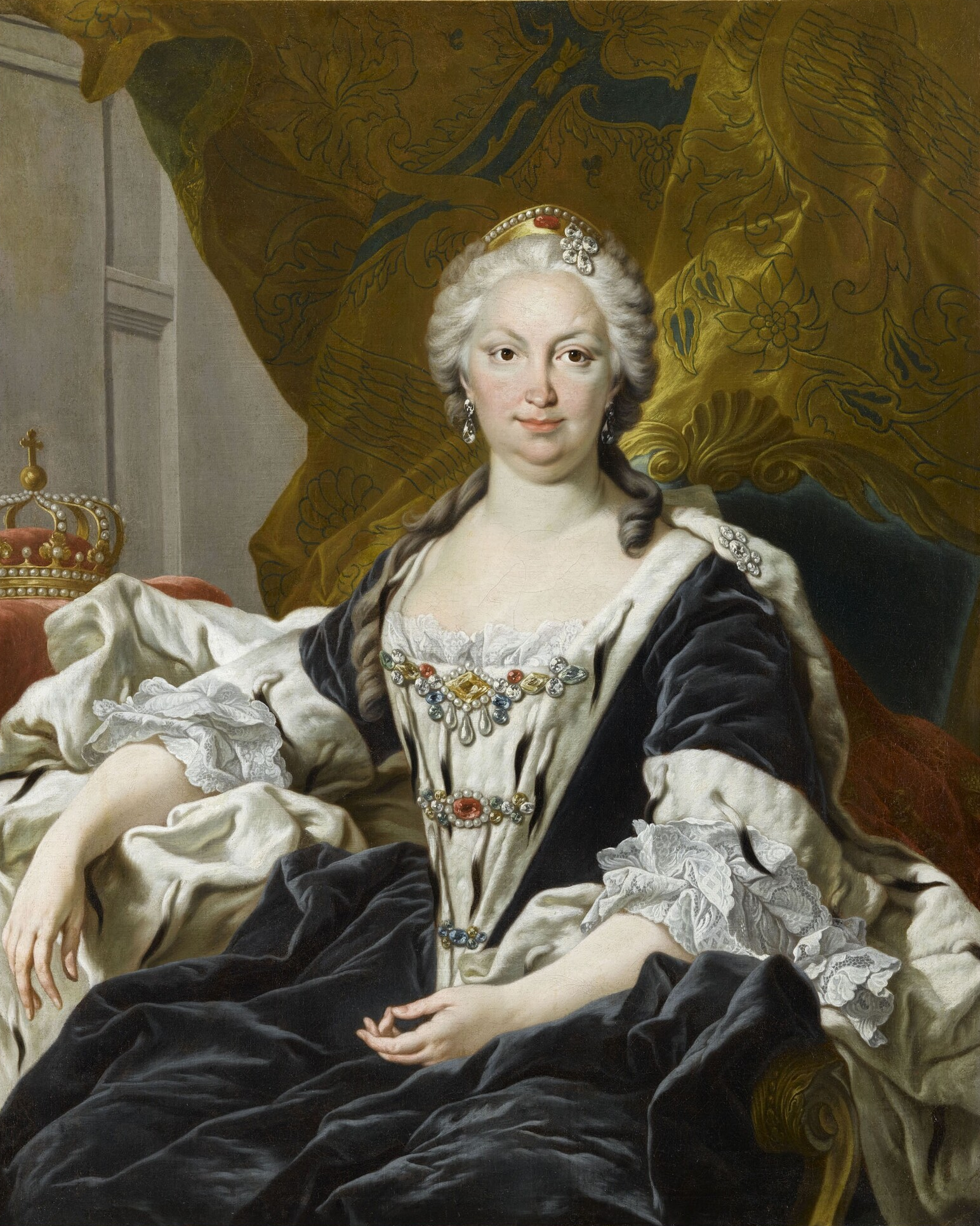
Portrét Alžběty Parmské, 1745, zámek ve Versailles
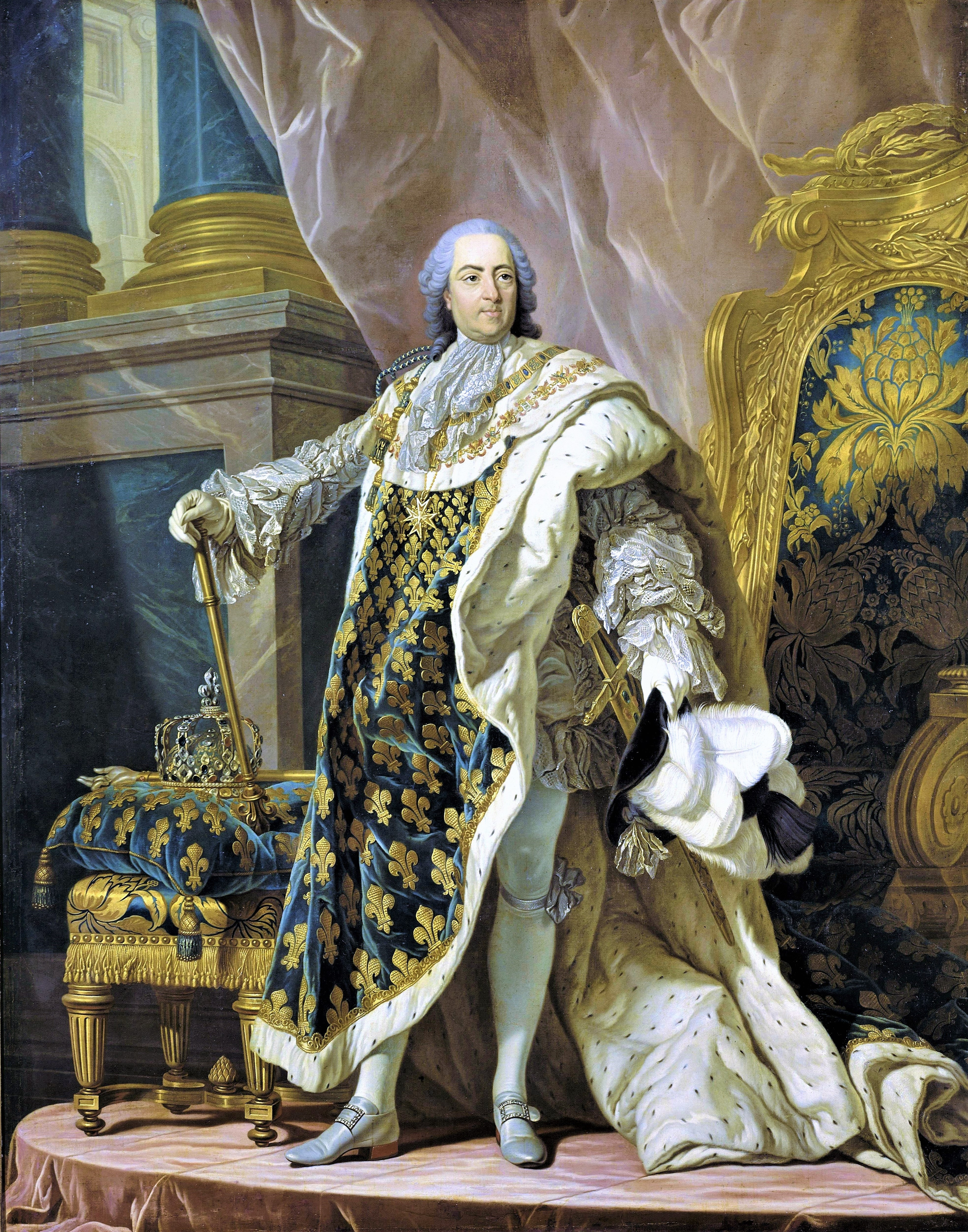
Portrét Ludvíka XV. Francouzského, 1765, zámek ve Versailles
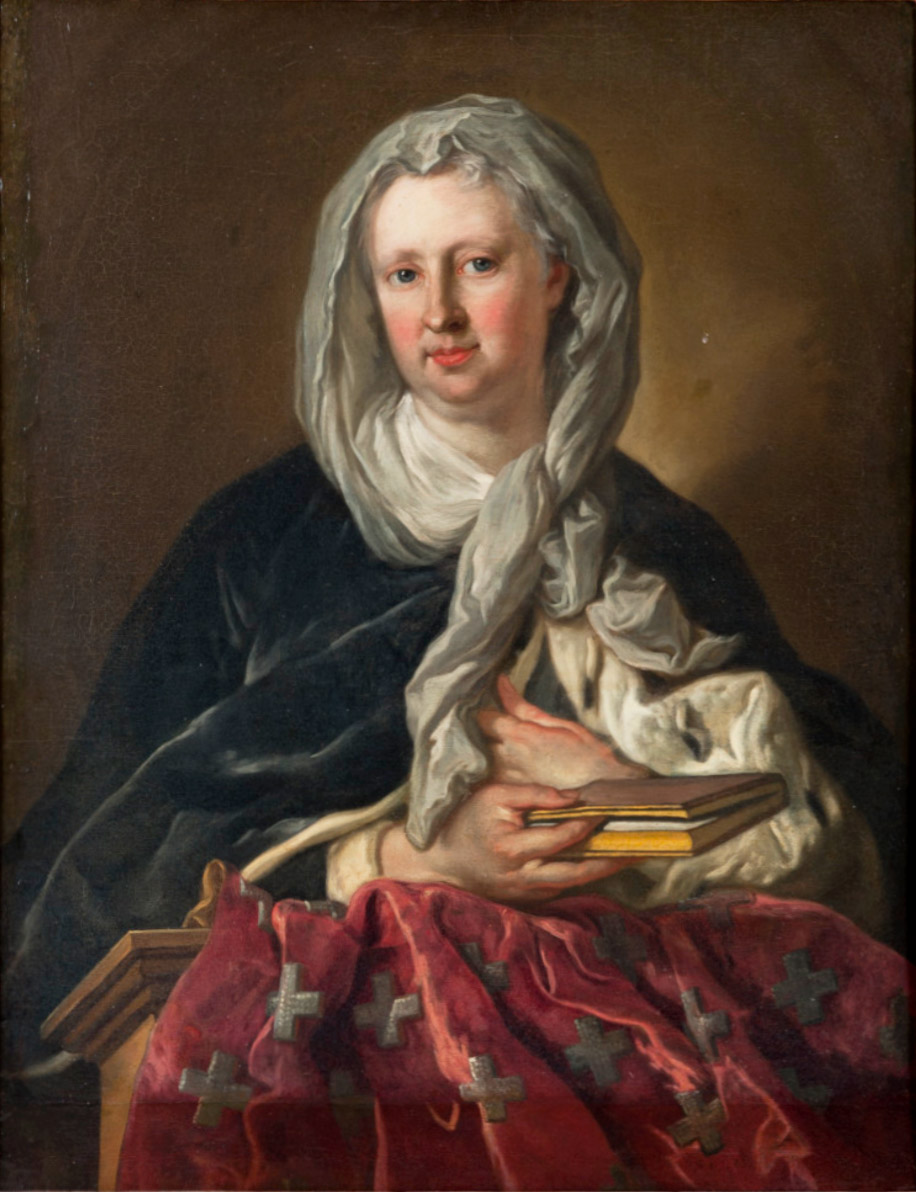
Marie Viktorie Savojská, 1742/1745, královský zámek Racconigi
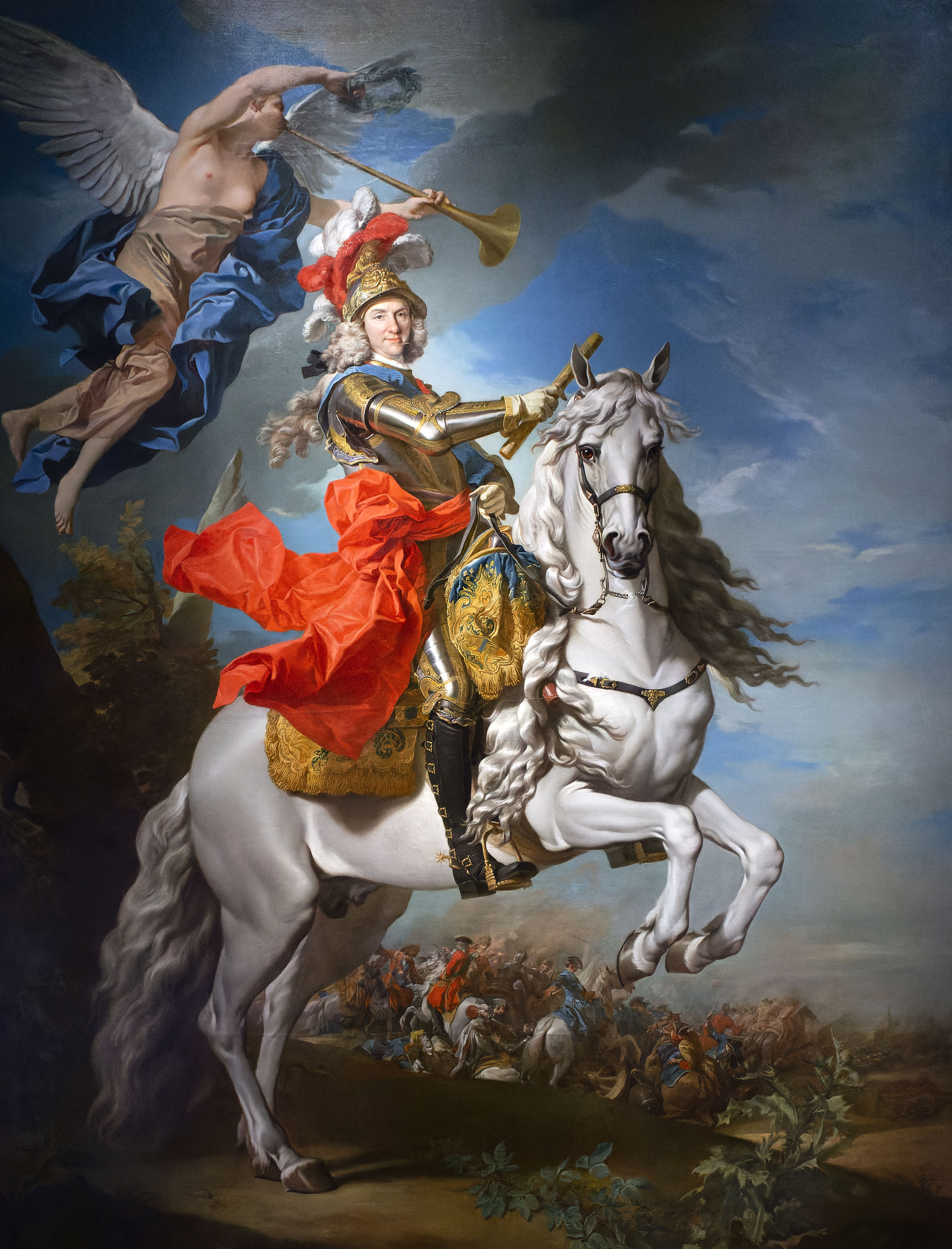
Portrét Filipa V., 1737, Galerie královské sbírky, Madrid
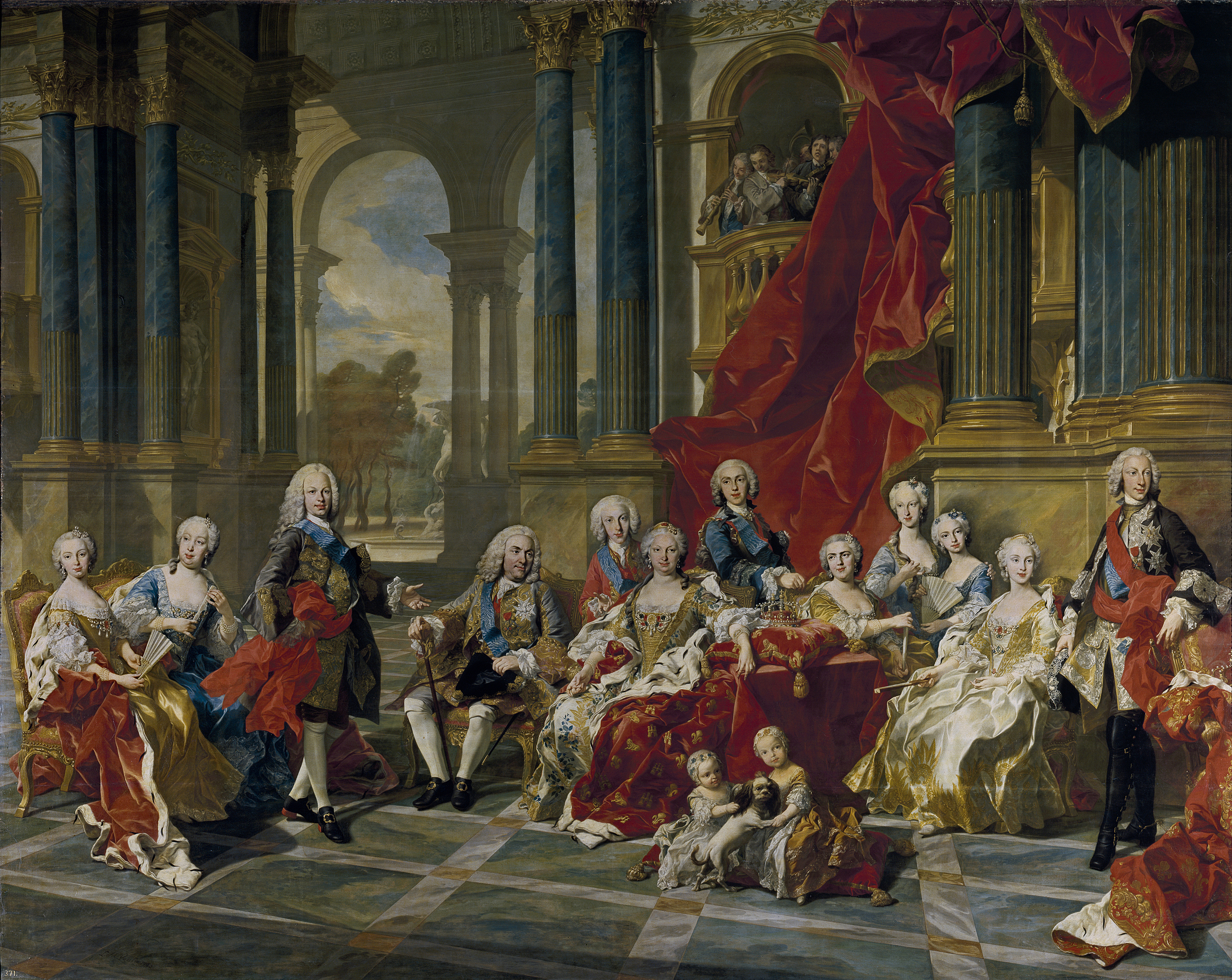
Rodina Filipa V., 1743, Museo del Prado, Madrid